# Кріс Коулмен
Кріс Коулмен (англ. Chris Coleman, нар. 10 червня 1970, Свонсі) — валлійський футболіст, що грав на позиції захисника. По завершенні ігрової кар'єри — футбольний тренер. З 2012 по 2017 рік очолював тренерський штаб національної збірної Уельсу.
Виступав, зокрема, за клуби «Свонсі Сіті», «Крістал Пелес» та «Фулгем», а також національну збірну Уельсу.

## Клубна кар'єра
У дорослому футболі дебютував 1987 року виступами за команду клубу «Свонсі Сіті», в якій провів чотири сезони, взявши участь у 160 матчах чемпіонату.Більшість часу, проведеного у складі «Свонсі Сіті», був основним гравцем захисту команди.
Своєю грою за цю команду привернув увагу представників тренерського штабу клубу «Крістал Пелес», до складу якого приєднався 1991 року. Відіграв за лондонський клуб наступні чотири сезони своєї ігрової кар'єри. Граючи у складі «Крістал Пелес» також здебільшого виходив на поле в основному складі команди.
Протягом 1995—1997 років захищав кольори команди клубу «Блекберн Роверз».
У 1997 році перейшов до клубу «Фулгем», за який відіграв 5 сезонів. Тренерським штабом нового клубу також розглядався як гравець «основи». Завершив професійну кар'єру футболіста виступами за команду «Фулгем» у 2002 році.

## Виступи за збірну
У 1992 році дебютував в офіційних матчах у складі національної збірної Уельсу. Протягом кар'єри у національній команді, яка тривала 11 років, провів у формі головної команди країни 32 матчі, забивши 4 голи.

## Кар'єра тренера

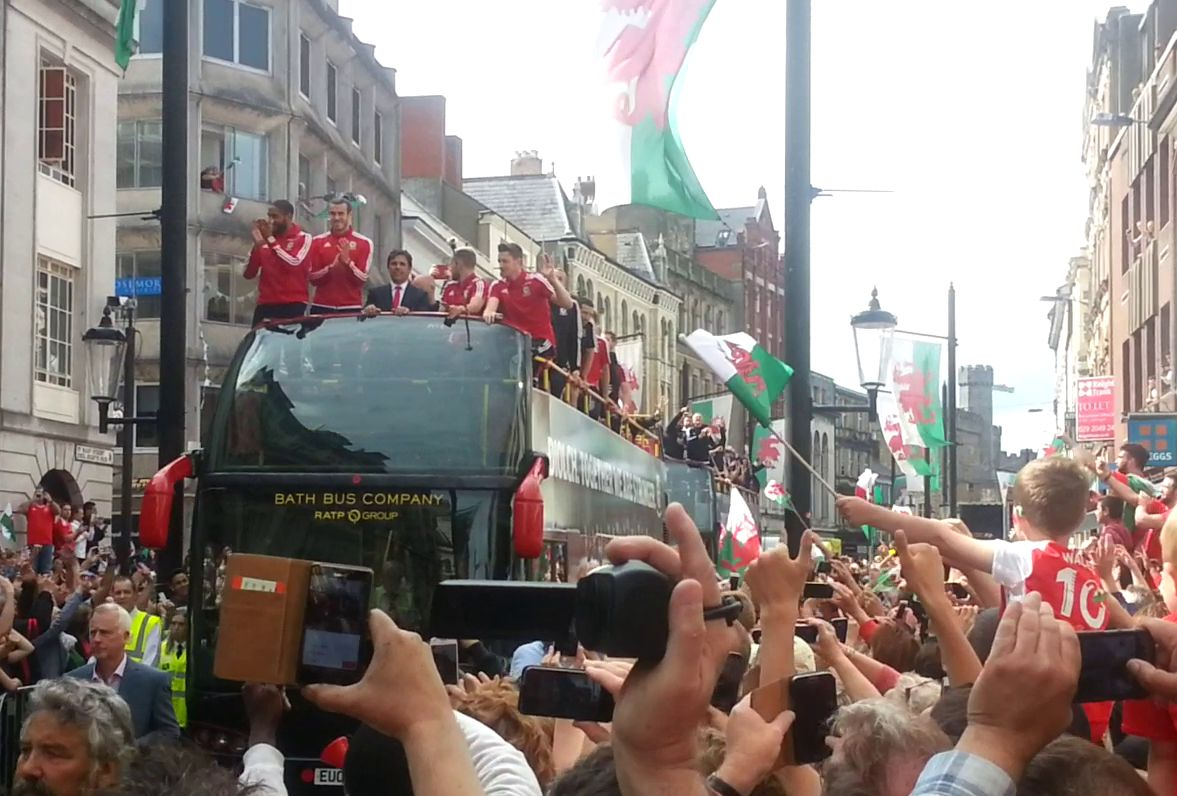
Коулмен на параді збірної Уельсу після повернення з Євро-2016.

Розпочав тренерську кар'єру відразу ж по завершенні кар'єри гравця, 2002 року, увійшовши до тренерського штабу клубу «Фулгем».
Надалі очолював команди клубів «Фулгем», «Реал Сосьєдад», «Ковентрі Сіті» та «Лариса».
2012 року очолив тренерський штаб національної збірної Уельсу. Забезпечив вихід валлійської команди до фінальної частини Євро-2016 з другого місця у відбірковій групі. На самому континентальному футбольному форумі валлійці успішно подолали груповий етап, а в стадії плей-оф взяли гору спочатку над збірною Північної Ірландії, а згодом Бельгії, і припинили боротьбу лише на стадії півфіналів, на якій програли 0:2 майбутнім переможцям турніру, збірній Португалії.
З огляду на успішні виступи на ЧЄ-2016 валлійці розглядалися серед основних фаворитів кваліфікаційного відбору на чемпіонат світу 2018. Проте по ходу відбору вони втрачали очки в іграх не лише з прямими конкурентами за вихід на мундіаль, Сербією та Ірландією, але й в матчах зі скромнішими Австрією та Грузією. Програвши в останньому турі групового відбору ірландцям, збірна Уельсу посіла лише третє місце у групі, невдовзі після чого, 17 листопада 2017 року, Коулмен пішов у відставку з посади її головного тренера.
А вже 19 листопада 2017 року був представлений новим головним тренером клубу англійського Чемпіоншипу «Сандерленд», однак пропрацював у цьому клубі лише до 29 квітня наступного року.
10 червня 2018 року очолив китайський «Хебей Чайна Форчун», з якого Кріс Коулмен пішов в кінці сезону.